# 方木田
方木田（ほうきだ）は、福島県福島市の大字である。郵便番号は960-8163。

## 地理
福島市街地南西に隣接する吉井田地域に属し、地区南東側に位置する。北で須川町、矢剣町と、北東で柳町の南西端と、東で南町、郷野目と、南東で太平寺と、南で大森と、西で吉倉、八木田とそれぞれ隣接する。概ね町村制施行以前の方木田村の流れを汲む地域である。荒川右岸、新川、馬川、大森川といった複数の小河川の流域となる平地であり、福島市街地に隣接する地域として宅地化が進んだ。また、国道115号福島西バイパスといった幹線道路沿いに多くのロードサイド店が出店し、市南西部有数の商業地域となっている。上町に所在する福島警察署及び郷野目に所在する福島南消防署杉妻出張所がそれぞれ管轄にあたる。

### 河川
- 荒川
  - 新川
- 大森川
  - 馬川
    - 赤沢川

### 主な字
- 赤沢
- 稲荷塚
- 石田
- 上仲田
- 上原
- 北白家
- 北谷地
- 高屋
- 四斗蒔田
- 下川原
- 田仲
- 辻
- 辻ノ内
- 樋口
- 仲川原
- 仲田
- 中屋敷
- 永樋
- 永屋
- 西畑
- 葉ノ木立
- 白家
- 東高屋
- 古川
- 古屋敷

## 歴史
- 1889年（明治22年）4月1日 - 町村制の施行により信夫郡吉井田村が発足。旧方木田村域は吉井田村の大字となる。
- 1955年（昭和30年） 3月31日 - 吉井田村が福島市へ編入され、福島市の大字となる。

## 世帯数と人口
2022年（令和4年）3月31日現在の世帯数と人口は以下の通りである。
| 大字   | 世帯数   | 人口   |
| ------ | -------- | ------ |
| 方木田 | 2049世帯 | 4436人 |

## 小・中学校の学区
市立小・中学校に通う場合、学区は以下の通りとなる。
| 番地                                                              | 小学校               | 中学校                 |
| ----------------------------------------------------------------- | -------------------- | ---------------------- |
| 字葉ノ木立、下川原、古川、辻、高屋、 東高屋、前川原、前畑、向川原 | 福島市立清明小学校   | 福島市立福島第一中学校 |
| 上記を除く                                                        | 福島市立吉井田小学校 | 福島市立福島第一中学校 |

## 交通

### 鉄道
JR東日本
- 東北新幹線
- 東北本線

### 道路
- 国道115号
  - 方木田跨線橋（JR東北本線）
- 福島市道27号方木田茶屋下線
- 福島市道28号太平寺山口線（計画路線）
- 福島市道53号方木田太田町線
  - あづま橋（荒川）
- 福島市道164号平石方木田線
- 福島市道70605号南町佐倉下線（土湯街道・旧国道115号）

### バス
福島交通路線バス
- （福島駅方面） - 葉ノ木立 - 白家 - 福島ふそう前 -  （土湯温泉・佐原方面）
  - 土湯
  - 荒井
  - 佐原
  - 佐原経由四季の里
  - 南東北病院経由土湯
- （福島駅方面） - 葉ノ木立 - 方木田 - 永屋 -  （平田・鳥川方面）
  - 平田
  - 鳥川

## 施設
- 福島県立福島西高等学校
- みその幼稚園
- こじか保育園
- 福島県保健衛生協会総合健診センター
- 福島南循環器科病院
- 福島第一食糧卸協同組合
- 方木田稲荷塚古墳
  - 方木田稲荷神社
- 方木田道祖神社
- 羽山神社
- ツルハドラッグ 福島方木田店
- カインズ 方木田店
- コジマ×ビックカメラ 方木田店
- オートバックス 福島南店
- 方木田公園
- 東北ふそう 福島支店